# Cruschedula revola
Cruschedula revola — вид викопних птахів нез'ясованого систематичного становища, що існував на початку олігоцену. Скам'янілості були виявлені аргентинським палеонтологом Флорентіно Амегіно у відкладеннях формації Десеадо на узбережжі затоки Сан-Хуан у Південній Патагонії в Аргентині.

## Опис
Відомий лише по одній частково збереженій кістці, яку автор визначив як елемент цівки. При повторному досліджені у 1964 році американський палеонтолог Пірс Бродкорб виявив, що це крайній елемент лопатки.

## Систематика
При описані решток Амегіно відніс вид до монотипової родини Cruschedulidae, проте у свой праці 1906 року він переглянув систематику виду та відніс його до родини Cladornithidae, яка вважається близькою до сучасних пінгвінів. Таку систематику оскаржив американський палеонтолог Джордж Гейлорд Сімпсон у 1946 році. Після вивчення голотипу від визначив, що кістка не має деталей, які б підтверджували цю теорію, але до якої групи належить птах він не зміг визначити. У 1964 році Пірс Бродкорб ретельно вивчив рештки та відніс вид до хижих птахів родини яструбові. Проте таке розміщення відхилено Едуардо Тонні у 1980 році, який дав характеристику копалині, як «undiagnostic» (нез'ясований). В такому статусі вид знаходить до тепер.